# Gryllacris indeterminata
Gryllacris indeterminata är en insektsart som beskrevs av Heinrich Hugo Karny 1924. Gryllacris indeterminata ingår i släktet Gryllacris och familjen Gryllacrididae. Inga underarter finns listade i Catalogue of Life.